# 62-га гвардійська стрілецька дивізія
62-га гвардійська стрілецька дивізія — військове з'єднання Червоної армії. Сформована зі 127-ї стрілецької дивізії 2-го формування 15 січня 1943 року. Воювала у складі армій Сталінградського, Воронезького, Південно-Західного, Степового і 2-го Українського фронтів. Бойовий період: 15.01.1943 — 04.08.1943; 07.09.1943 — 05.09.1944; 03.11.1944 — 09.05.1945. Офіційна повна назва — 62-га гвардійська Звенигородсько-Будапештська орденів Червоного Прапора, Суворова і Богдана Хмельницького стрілецька дивізія.

## Історія
Сформована у березні 1942 року в Приволзькому військовому окрузі як 127-та стрілецька дивізія (2-го формування). 15 січня 1943 року за зразкове виконання бойових завдань командування, мужність і героїзм особового складу дивізія була удостоєна звання «гвардійська» і переформована у 62-гу гвардійську стрілецьку дивізію.
Продовжуючи діяти у складі 3-ї танкової армії, у лютому — березні 1943 року брала участь у визволенні Харкова (16 лютого), вела запеклі оборонні бої в районі міста Мерефа. Також пліч-о-пліч з дивізією діяв 1-ий Чехословацький окремий піхотний батальйон під командуванням полковника Людвіка Свободи. У квітні—липні дивізія вела оборонні та наступальні бої у складі 6-ї, потім 1-ї гвардійської армії Південно-Західного фронту.
На початку серпня була включена до складу 37-ї армії, яка перебувала в Резерві Ставки ВГК. У першій половині вересня в складі Степового фронту брала участь у наступальному бою для швидкого виходу військ фронту до річки Дніпро. Частини дивізії вийшли до Дніпра і в ніч на 28 вересня 1943 року форсували його в районі Мішуриного Рогу, на південний схід від Кременчука. Спочатку річку форсувала група передового загону на 3 понтонах і 5 човнах, а за ними переправилися їх головні сили. До 8 години 28 вересня, незважаючи на сильний супротив німецьких військ, на правому березі річки захопили два плацдарми. Упродовж дня на них переправилися основні сили полків 1-го ешелону дивізії, які з ходу вступили до бою. За успішне форсування Дніпра багато вояків дивізії нагородили орденами і медалями, а 7 удостоїли звання Героя Радянського Союзу.
У жовтні—листопаді дивізія брала участь у наступі, а потім у відбитті контрудару німецьких військ на криворізькому напрямку. У кінці листопада перенаправили їх до 52-ї армії, і в грудні вже вели бої в районі міста Черкаси.
У січні—лютому 1944 року під час Корсунь-Шевченківської наступальної операції дивізія в складі 4 гвардійської армії 2-го Українського фронту брала участь в оточенні й знищенні угруповання німецьких військ. 13 лютого 1944 року за виявлені вояками героїзм і мужність у боях у районі міста Звенигородка удостоїли почесного найменування «Звенигородська». 26 лютого 1944 за зразкове виконання бойових завдань зі знищення оточеного угруповання противника нагороджена орденом Богдана Хмельницького 2-го ступеня.
Під час Умансько-Ботошанській наступальній операції вояки дивізії розгромили німецьку частину[яку?]. А вже в ніч на 19 березня з ходу форсували річку Дністер, за що дивізію 8 квітня 1944 року нагородили орденом Червоного Прапора.
Під час Яссько-Кишинівської наступальної операції 1944 року дивізія в складі 52-ї армії 2-го Українського фронту брала участь в оточенні й розгромі німецького угруповання на південний захід від міста Кишинів. У кінці листопада 1944 — лютого 1945 року в складі 4-ї гвардійської (від 20 січня до 20 лютого) — 46-ї армії З-го Українського фронту вела бойові дії на території Угорщини. 5 квітня 945 року за виявлені вояками мужність і високу військову майстерність у боях з оточення й знищення будапештського угруповання німецьких військ удостоєна почесного найменування «Будапештська».
У березні — квітні 1945 року дивізія брала участь у Віденській наступальній операції, під час якої активно і рішуче діяла для звільнення угорських міст Сомбатгей, Капувар і Кесег (29 березня 1945). 26 квітня 1945 року її нагородили орденом Суворова 2-го ступеня.
На завершальному етапі операції дивізія брала участь у 9-ти денних запеклих боях за оволодіння столицею Австрії Віднем.

## Склад
До складу дивізії входили:
- 182 гвардійський стрілецький полк,
- 184 гвардійський стрілецький полк,
- 186 гвардійський стрілецький полк,
- 131 гвардійський артилерійський полк,
- 69 окремий гвардійський винищувально-протитанковий дивізіон (20.09.1944 переформований у 69-й гвардійський окремий самохідний артдивізіон),
- 64 окрема гвардійська розвідувальна рота,
- 71 окремий гвардійський саперний батальйон,
- 90 окремий гвардійський батальйон зв'язку,
- 572 (67) медико-санітарний батальйон,
- 65 окрема гвардійська рота хімічного захисту,
- 638 (61) автотранспортна рота,
- 647 (66) польова хлібопекарня,
- 655 (63) дивізійний ветеринарний лазарет,
- 1 967 польова поштова станція,
- 1156 польова каса Держбанку.

## Підпорядкування
- Під час Другої світової війни входила до складу ряду армій Сталінградського, Воронезького, Південно-Західного, Степового і 2-го Українського фронтів.

## Нагороди та найменування
- 15 січня 1943 року — «Гвардійська» — почесне звання присвоєно Народним комісаром оборони СРСР від 15 січня 1943 року;
- 13 лютого 1944 року — «Звенигородська» — почесне найменування присвоєно наказом Верховного Головнокомандуючого № 030 від 13 лютого 1944 року за відзнаку в боях за звільнення Звенигородки;
- 26 лютого 1944 року — Орден Богдана Хмельницького II ступеня — нагороджена указом Президії Верховної Ради СРСР від 26 лютого 1944 року за зразкове виконання бойових завдань командування на фронті боротьби зі знищення оточеного Корсунь-Шевченківського угруповання противника, і проявлені при цьому доблесть і мужність[3] ;
- 8 квітня 1944 року — Орден Червоного Прапора — нагороджена указом Президії Верховної Ради СРСР від 8 квітня 1944 року за зразкове виконання бойових завдань командування на фронті, за розгром частин противника, успішне форсування з ходу річки Дністер і проявлені при цьому доблесть і мужність;
- 5 квітня 1945 року — «Будапештська» — почесне найменування присвоєно наказом Верховного Головнокомандуючого № 064 від 5 квітня 1945 року за відзнаку в боях під час взяття Будапешта;
- 26 квітня 1945 року — Орден Суворова II ступеня — нагороджена указом Президії Верховної Ради СРСР від 26 квітня 1945 року за зразкове виконання бойових завдань командування, звільнення міст Дьйор і Відень і проявлені при цьому доблесть і мужність[3] .

Нагороди частин дивізії:
- 182 гвардійський стрілецький Ясський[4] орденів Суворова і Кутузова полк,
- 184 гвардійський стрілецький Віденський[5] орденів Суворова і Олександра Невського полк,
- 186 гвардійський стрілецький Червонопрапорний ордена Кутузова полк,
- 131 гвардійський артилерійський ордена Олександра Невського полк;
- 69 окремий гвардійський самохідний артилерійський ордена Богдана Хмельницького[6] дивізіон.

## Командування дивізії
Командири дивізії:
- Сергеєв Констянтин Олексійович (13.03.1942 — 17.04.1942), полковник
- Зайцев Георгій Михайлович (18.04.1942 — 04.04.1943), полковник, від 19.01.1943 року генерал-майор
- Мошляк Іван Никонович (05.04.1943 — 24.03.1945), полковник
- Панченко Григорій Пилипович (25.03.1945 — ??.07.1946), генерал-майор.

Командири полків:
- 182-й гв. сп: Єгоров Георгій Миколайович (18.03.1943 — 18.07.1943), загинув Антонов Григорій Сергійович (09.08.1943 — 10.11.1943), поранений 10.11.1943
  - Шакіров Сефа Шакірович (11.11.1943 — 03.12.1943), заарештований
  - Грозов Михайло Трохимович (31.12.1943 — 30.10.1945)
  - Чумак Павло Петрович (30.10.1945 — 07.03.1946)
  - Ткаченко Дмитро Олексійович (від 13.03.1946)
- 184-й гв. сп: (б. 549-й сп)
  - Брагін Василь Миколайович (15.01.1943 — 00.05.1943), оточення Ятель Петро Пилипович (до 31.01.1944), загинув 31.01.1944 Силаєв Борис Степанович (? -?), помер від ран
- 186-й гв. сп: Снозовий Афанасій Іванович (21.06.1943 — 13.07.1943), загинув 13.07.1943
  - Діденко Петро Олексійович (25.07.1943 — 17.01.1944), загинув 17.01.1944
  - Назаров Олексій Сергійович (з 12.02.1944)
  - Колембет Трохим Андрійович (05.07. 1944 — 02.07.1945)
  - Шахкулов Мисак Хачаносович (02.07.1945 — 02.04.1946), загинув 02.04.1946

## Військовослужбовці, які відзначилися в боях
10 596 воїнів дивізії нагороджено орденами і медалями, 37 з них присвоєно звання Героя Радянського Союзу.
- Абаляєв Дмитро Петрович, гвардії старший лейтенант, заступник командира батальйону з політичної частини 186-го гвардійського стрілецького полку.
- Алексєєв Андрій Корнійович, гвардії капітан, командир батальйону 182-го гвардійського стрілецького полку.
- Антонов Григорій Сергійович, гвардії полковник, командир 182-го гвардійського стрілецького полку.
- Асташин Єгор Фролович, гвардії капітан, командир батальйону 184-го гвардійського стрілецького полку.
- Борисов Борис Степанович, гвардії капітан, командир батальйону 184-го гвардійського стрілецького полку.
- Васильєв Іван Миколайович, гвардії червоноармієць, стрілець 184-го гвардійського стрілецького полку.
- Виноградов Іван Кузьмич, гвардії сержант, комсорг батальйону 184-го гвардійського стрілецького полку.
- Гайворонський Іван Іванович, гвардії молодший сержант, автоматник 182-го гвардійського стрілецького полку.
- Глухов Федір Дмитрович, гвардії сержант, командир кулеметного розрахунку 184-го гвардійського стрілецького полку.
- Голубицький Федір Антонович, гвардії сержант, командир гармати 182-го гвардійського стрілецького полку.
- Горбунов Федір Ілліч, гвардії старший сержант, командир гармати 69-го гвардійського окремого винищувально-протитанкового артилерійського дивізіону.
- Гриб Кузьма Петрович, гвардії молодший лейтенант, командир взводу 182-го гвардійського стрілецького полку.
- Гусаров Григорій Андрійович, гвардії сержант, командир відділення 184-го гвардійського стрілецького полку.
- Данько Василь Йосипович, гвардії капітан, командир батальйону 182-го гвардійського стрілецького полку.
- Дейнеко Микола Григорович, гвардії старший лейтенант, командир роти 184-го гвардійського стрілецького полку.
- Жаров Сергій Петрович, гвардії старший лейтенант, командир роти протитанкових рушниць 3-го стрілецького батальйону 182-го гвардійського стрілецького полку.
- Зубалов Феофілакт Андрійович, гвардії капітан, командир батальйону 184-го гвардійського стрілецького полку.
- Калашников Олександр Петрович, гвардії старший лейтенант, командир роти 182-го гвардійського стрілецького полку.
- Коваленко Петро Данилович, гвардії сержант, командир відділення 90-ї гвардійської окремої роти зв'язку.
- Левицький Роман Іванович, гвардії сержант, командир відділення 184-го гвардійського стрілецького полку.
- Луценко Петро Степанович, гвардії підполковник, командир 184-го гвардійського стрілецького полку.
- Машков Ігор Анатолійович, гвардії червоноармієць, стрілець 182-го гвардійського стрілецького полку.
- Новіков Василь Сергійович, гвардії старший лейтенант, командир роти 184-го гвардійського стрілецького полку.
- Остапенко Степан Кузьмич, гвардії старший лейтенант, начальник розвідки 131-го гвардійського артилерійського полку.
- Павлов Василь Олександрович, гвардії старший сержант, командир відділення роти протитанкових рушниць 184-го гвардійського стрілецького полку.
- Панченко Григорій Пилипович, гвардії полковник, командир дивізії.
- Подчуфаров Олександр Гаврилович, гвардії червоноармієць, стрілець 124-го гвардійського стрілецького полку.
- Похвалін Василь Олексійович, гвардії лейтенант, парторг 3-го батальйону 184-го гвардійського стрілецького полку.
- Пупков Михайло Олексійович, гвардії капітан, командир батальйону 184-го гвардійського стрілецького полку.
- Сентюрін Володимир Іванович, гвардії майор, командир батальйону 182-го гвардійського стрілецького полку.
- Шакенов Кенжибек Шакенович, гвардії червоноармієць, автоматник 184-го гвардійського стрілецького полку.
- Шамшур Анатолій Іванович, гвардії старший сержант, командир взводу 184-го гвардійського стрілецького полку.
- Шильдін Петро Степанович, гвардії лейтенант, командир роти 182-го гвардійського стрілецького полку.

## Додаткова література
- Советская Военная Энциклопедия: [В 8 томах] / Пред. Гл. ред. комиссии Н. В. Огарков — М.: Воениздат, 1977. Т. 3. 1977. — 672 с., ил. «Звенигородско-Будапештская стрелковая дивизия». — стр. 438—439.
- Звенигородско-Будапештская стрелковая дивизия//Великая Отечественная война 1941—1945: энциклопедия /главный редактор генерал армии, профессор М. М. Козлов. — М.: Советская энциклопедия, 1985. — С. 284
- .[Архівовано 15 липня 2014 у Wayback Machine.] Приложение 14.1. Воинские формирования и корабли июня 1941 г. в Великой Отечественной войне.
- Мошляк Иван Никонович. Вспомним мы пехоту … — Москва: Воениздат, 1978.
- Ошамбаев К. А. Гвардейская, трижды орденоносная. — Алма-Ата: Казахстан, 1984. — 144 с.